# DEVOTION (TM NETWORKのアルバム)
『DEVOTION』（ディヴォーション）は、2023年6月14日にリリースされたTM NETWORKの13thアルバム。TM NETWORKデビュー40周年に向けて発売。

## 解説
デビュー40周年を記念する、前作『QUIT30』（2014年10月）からおよそ9年ぶりのオリジナルアルバム。
正確なブランク間としては『8年8か月』で、これは8thアルバム「EXPO」（1991年9月）から9thアルバム「Major Turn-Round」（2000年12月）とのブランク間であった『9年3か月』に次ぐ長さである。
10thアルバム「NETWORK™ -Easy Listening-」（2004年3月）でも見られた旧曲のリミックス曲が4曲、限定シングル「How Crash?」と、これまでライヴのみでの演奏曲であった楽曲が今回スタジオ音源として初めて収録された曲が4曲で、このアルバム用に書き下ろされた曲は実の所2曲しかない。
なお本アルバムには未収録曲の「Whatever Comes」も同日にリリースされている。
発売日のオリコンデイリーチャートで4位を獲得、その後の6月15日付で2位にランクアップ。週間ランキングでは5位を獲得。

## 背景
ライブツアー「TM NETWORK TOUR 2022“FANKS intelligence Days”」が終了した後の2022年12月頃に、メンバー・スタッフと今後TMがどのように動いていくかを話し合っていた時に「シティーハンター」の新規テーマソング制作の依頼が舞い込んできた。「劇場版シティーハンター 天使の涙」のオープニングテーマである「Whatever Comes」の制作が終わってから、本作の制作に着手した。
制作陣からの「最後には『Get Wild』につなげてほしい」という注文から、小室は映画の脚本を台詞も覚える程に熟読した。小室みつ子にも電話越しで最初に映画の内容を2時間かけて説明し、翌日にまた電話で1時間程「どのシーンで流れるのか」「どんな風景が見えるのか」を細かく伝えた。

## 録音
一番使用されたシンセサイザーは「reFX Nexus4」だった。小室が演奏した後も、音色そのものを差し替えたり補強したりしていた。
音色作りにはすぐにライブでも使える様にするために「Line 6 Helix」を使用した。
小室がギターのソフトシンセのプリセット音源を使い、更には直接ギター「ポール・リード・スミス」を弾ける範囲で弾いて、ギター・パートのリフ、フレーズを考えていった。画面を見ながら、運指を確認していった。ギター・パートを作る際には「昔ギターをやっていた人が、『またちょっとやってみたいな』と思えるものを作る」と考え、フレーズ自体は難しくしない様にした。
アレンジ作業はベースは小室が固めて、それを元に小室・溝口・赤堀の3人でアイディアを出し合い、煮詰めていった。溝口はわかりやすい打ち込み・リズムマシンの音色、赤堀は生音らしい音源作りを担当し、そこから何かを足していく様にアレンジを仕上げた。
宇都宮は全てのアレンジバージョンでボーカルを新規で録り直したが、小室にマイクとの距離を細かく指示された。宇都宮は「マイクから離れて歌った時は、マイクと自分の間に空間が生まれる。その時に生じる空気感・声の響きがあると思うので、それを一切無くそうということじゃないか。歌が直接的に聴こえるのを目指したんじゃないかなと思う」と考察している。しかし、立ち位置・歌い方に慣れることに苦労した。

## 音楽性
アルバムタイトルは「世の中が日々楽曲が生まれてくる状況になっている」と小室が感じ、まずキーワードを固定する所から始めた。基準は「普遍的でありながらも、オリジナリティのある」言葉を選んでいった。そこから「今回は全曲が新曲でなくていい」という考えになっていき、「TM NETWORK How Do You Crash It?」「TM NETWORK TOUR 2022“FANKS intelligence Days”」で披露したアレンジを「おさらい」と称してスタジオ収録し、「音源だけで楽曲に触れることで、映像作品・生演奏でも気づかない楽器・最新の音色・新たなアレンジ構成・ミキシングの手法・宇都宮のボーカル等の情報をファン達と共有する」というテーマを掲げた。

## 批評
Shinnosukeは「TMって、元々はロックやポップスじゃないですか。コード進行が変わるので、それをエレクトロニック・ダンス・ミュージックにアレンジするのは難しいはずなんです。なので、音色を工夫したりイントロを長くすることで、『無理矢理進行を変えずに、いかに洋楽センスを打ち出すか』に取り組んでいて。小室先生はそんな研究をずーっとされているんだと思います。今回もプログレッシブ・ハウス、ピアノ・ハウスの難しい表現をしている。それが『EXPO』での1991年のハウスではなく、今のハウスへのアップデートにつながっていてカッコいいなって感じました」と評し、TMの40周年への期待を示している。

## 収録曲
| 全編曲: 小室哲哉。 |                                                     |            |           |       |
| #                  | タイトル                                            | 作詞       | 作曲      | 時間  |
| 1.                 | 「DEVOTION」                                        | 小室哲哉   | 小室哲哉  | 4:33  |
| 2.                 | 「RESISTANCE（TK Remix）」                          | 小室みつ子 | 小室哲哉  | 5:56  |
| 3.                 | 「WE LOVE THE EARTH（TK Remix）」                   | 小室哲哉   | 小室哲哉  | 7:00  |
| 4.                 | 「KISS YOU（TK Remix）」                            | 小室みつ子 | 小室哲哉  | 4:38  |
| 5.                 | 「TIME TO COUNT DOWN（TK Remix）」                  | 小室みつ子 | 小室哲哉  | 5:21  |
| 6.                 | 「How Crash?」                                      | 小室哲哉   | 小室哲哉  | 4:50  |
| 7.                 | 「君の空を見ている」                                | 小室みつ子 | 木根尚登  | 4:13  |
| 8.                 | 「Please Heal The World（Studio Mix）」             | 小室哲哉   | 小室哲哉  | 4:00  |
| 9.                 | 「End Theme Of How Do You Crash It?（Studio Mix）」 |            | 小室哲哉  | 5:24  |
| 10.                | 「intelligence Days（Studio Mix）」                 |            | 小室哲哉  | 2:22  |
| 11.                | 「TIMEMACHINE」                                     | 小室哲哉   | 木根尚登  | 4:31  |
| 合計時間:          | 合計時間:                                           | 合計時間:  | 合計時間: | 52:48 |

## 曲解説
1. DEVOTION
本作オリジナル楽曲でアルバムタイトル曲。2023年秋公開『劇場版シティーハンター 天使の涙』の挿入歌[16]。
サウンドのテーマは「インダストリアルなイメージ」「油臭い匂いを感じる様に、あまり爽やかにしない様に」心掛けた[17]。
歌詞は全てを1人称で表現せず、英語と日本語で対話している様な構成を意識した[17]。
制作陣から「冴羽獠と槇村香の2人に対するイメージソングを作ってほしい」と依頼を受けた小室は、「獠は決して『愛してる』という言葉を使わない。強いて言えば『俺は死なない』という言葉が精一杯の彼の思い」とキャラクターの解釈について制作陣とすり合わせた。ただ「既に『愛』をテーマにした音楽が、何千万曲もある」という問題にあたり、「その中で『愛』を超えるだろう感情」を探していた所に、「献身」を意味する「DEVOTION」を見つけた小室は「無償の愛」「見返りを望まずに尽くす」「相手に対して変な欲を出さない」等様々な意味を見いだし、それを歌詞に反映しようとした。しかし結果的に日本語の比率が多くなり、1番と2番では譜割りが完全に異なってしまったため、宇都宮に「難しくなってしまった」と連絡した。宇都宮は「よくあることだから」と全く驚かなかった[7]。
映画では既に完成していた映像に合わせて、音響監督の長崎行男によって映像とシンクロする様に楽曲を編集された[18]。
後に45thシングル「Whatever Comes」のカップリング曲としてシングルカットされている。
2. RESISTANCE [TK Remix]
12thシングルのリミックスバージョン。2021年から2022年の無観客ライヴ「“How Do You Crash It?”」で演奏されたバージョンを基調としている。
3. WE LOVE THE EARTH [TK Remix]
25thシングルのリミックスバージョン。2021年から2022年の無観客ライヴ「“How Do You Crash It?”」及び、2022年のライヴツアー「“FANKS intelligence Days”」で演奏されたバージョンを基調としている。
コロナ禍でライブをすることもあり、雰囲気をマイナー調にした[17]。
4. KISS YOU [TK Remix]
11thシングルのリミックスバージョン。2022年のライヴツアー「“FANKS intelligence Days”」で演奏されたバージョンを基調としている。
イントロのオーケストラル・ヒットの部分は、元々はそこから新曲を編み出すつもりだったが、「ライブアレンジで上手く融合できる」と予定を変更した[17]。
5. TIME TO COUNT DOWN [TK Remix]
22ndシングルのリミックスバージョン。2022年のライヴツアー「“FANKS intelligence Days”」で演奏されたバージョンを基調としている。
元々は「billboard classics 小室哲哉 Premium Symphonic Concert 2023 -HISTORIA Encore-」の際のプレゼンテーションとして制作した。そのため、イントロを筆頭にオーケストレーション志向のアレンジになり、原曲よりテンポを落としている[17]。ストリングスの音源にはSpitfire Audio・Vienna Symphonic Libraryのサウンドリスト「Synchron Series」、パーカッションのパートにはKontaktのHeavyocity Damage (Native Instruments)を使用している[19]。
6. How Crash?
44thシングル。シングルバージョンはアルバム初収録。NHK Eテレ『令和ネット論』の主題歌。なおオリジナルアルバム収録時に先行シングルでシングルと全く同じアレンジで収録されているのは、25thシングル「Love Train」以来当楽曲が2例目である。なお別バージョンとして「20220320 version」が存在するが、2025年現在でも未発表状態である。
7. 君の空を見ている
本作オリジナル楽曲。2023年秋公開『劇場版シティーハンター 天使の涙』の挿入歌[16]。
木根がTMの新曲の候補をいくつか送って、その中から選んだ[13]。
後に45thシングル「Whatever Comes（12インチアナログEP盤）」のカップリング曲としてシングルカットされている。
8. Please Heal The World [Studio Mix]
NFT作品のスタジオ音源版。作詞は小室哲哉であるが、歌詞カードに記載の作詞者表記はノンクレジットで歌詞も記載されていない。
9. End Theme Of How Do You Crash It? [Studio Mix]
2021年から2022年の無観客ライヴ「“How Do You Crash It?”」の終盤にかかり、2022年のライヴツアー「“FANKS intelligence Days”」で演奏された楽曲のスタジオ音源版。
10. intelligence Days [Studio Mix]
2022年のライヴツアー「“FANKS intelligence Days”」で演奏された楽曲のスタジオ音源版。
11. TIMEMACHINE
ボーナストラック。楽曲自体はデビュー直前の1983年頃から既に存在しており、これまでライヴでしか演奏されていなかった楽曲であったが、今回スタジオ音源初収録。
歌詞はロバート・A・ハインラインの「夏への扉」からインスパイアされた[20]。
メンバーは「『TMN final live LAST GROOVE』を連想させてしまうんじゃないかとは思わないし、サラッと作ってしまおう」という気分で制作した[13]。
アレンジ作業が難航し、本作の1980年代のフォークソングっぽさと現代の曲のバランスの面でどうしても全体の音色が馴染まなかった。最終的にMIDIでの自動演奏は使用しないで、Moog Minimoog Model Dを終始手弾きで演奏し、フィルター操作等も全てマニュアルで行ったら、うまく仕上がった[13]。
2024年5月15日、坂本美雨によるカバーバージョンが「TM NETWORK TRIBUTE ALBUM -40th CELEBRATION-」に収録された。

## クレジット

### レコーディングメンバー
DEVOTION
- Electric Guitar : 小室哲哉、赤堀眞之
- Mixed : 佐藤雅彦 (mixmix Co.,Ltd.)

RESISTANCE (TK Remix)
- Electric & Acoustic Guitar : 松尾和博
- Chorus : 佐々木詩織, Sak., 会原実希
- Mixed : 奥田裕亮 (Sony Music Studio Tokyo)

WE LOVE THE EARTH (TK Remix)
- Electric & Acoustic Guitar : 大越王起也
- Mixed : 佐藤雅彦 (mixmix Co.,Ltd.)

KISS YOU (TK Remix)
- Electric Guitar : 松尾和博
- Mixed : 佐藤雅彦 (mixmix Co.,Ltd.)

TIME TO COUNT DOWN (TK Remix)
- Electric Guitar : 小室哲哉、iBerry
- Electric & Acoustic Guitar : 大越王起也
- Mixed : 奥田裕亮 (Sony Music Studio Tokyo)

How Crash?
- Electric Guitar : 小室哲哉
- Electric & Acoustic Guitar : 赤堀眞之
- Mixed : Dave Ford

君の空を見ている
- Acoustic Guitar : 木根尚登
- Electric & Acoustic Guitar : 松尾和博
- Mixed : 佐藤雅彦 (mixmix Co.,Ltd.)

Please Heal The World (Studio Mix)
- Chorus : 佐々木詩織, Sak., 会原実希
- Mixed : 佐竹央行

End Theme Of How Do You Crash It? (Stduio Mix)
- Bass & Acoustic Guitar : 赤堀眞之
- Mixed : 佐竹央行

intelligence Days (Studio Mix)
- Mixed : 佐竹央行

TIMEMACHINE
- Acoustic Guitar : 木根尚登
- Mixed : 奥田裕亮 (Sony Music Studio Tokyo)

### スタッフ
- All Produced : 小室哲哉
- Manipulator : 溝口和彦, 赤堀眞之
- Recorded : 伊東俊郎, 溝口和彦, 赤堀眞之
- Sound Direction : 溝口和彦, おおもとかずなり, むらいひでき
- Mastering Engineer : 前田康二
- Text : 藤井徹貫
- Art Direction & Design : 高橋伸明(bahaty)
- Photograph : 宮脇進
- A&R : ふくだとしみ
- Creative Relation : 立岡正樹
- Exectutives : 辻野学, 中武宣廣, 兼平裕巳